# Mi plan
Mi plan (spanisch für Mein Plan) ist das vierte Studioalbum der portugiesisch-kanadischen Pop-Sängerin Nelly Furtado und ihr erstes spanischsprachiges. Es erschien am 11. September 2009 in Deutschland, Österreich und der Schweiz, am 15. September erfolgte die Veröffentlichung in den Vereinigten Staaten.

## Entstehung
In einem Interview mit dem Fernsehsender Etalk am 17. Oktober 2008 sagte Nelly Furtado, dass sie gerade an neuen Alben arbeite. Davon sei eines in spanischer und das andere in portugiesischer Sprache. Dies bestätigte sie auch noch einmal auf ihrer MySpace-Seite am 4. März 2009, nachdem ein Song namens Gotta Know im Internet aufgetaucht war, der angeblich von Furtado sein sollte; dies stellte sich aber als Irrtum heraus, denn bereits im Oktober 2008 hatte Nelly Furtado mit James Bryan, einem langjährigen Freund und Gitarristen der Philosopher Kings, und Alex Cuba, einem kubanisch-kanadischen Sänger und Songschreiber, mit der Arbeit an ihrem vierten Studioalbum begonnen. Englischsprachige Lieder konnte Furtado nach eigenen Angaben nicht aufnehmen, da ihr dazu die Inspiration gefehlt habe. „Nach zehn Jahren, in denen ich Lieder auf Englisch aufgenommen habe, stieß ich gegen eine Wand. Ich fühlte, das war der Moment, um den Traum zu verwirklichen.“ Ferner sagte sie, sie habe es schon immer geliebt, in spanischer und portugiesischer Sprache zu singen. Sie könne damit vieles besser ausdrücken als auf Englisch, so dass die Lieder intimer und persönlicher geworden seien. „Ich glaube, das Album beinhaltet meine ersten richtigen Liebeslieder. Sie sind nicht kompliziert. Sie sind nicht zu intellektuell, und ich empfand es als befreiend, in der lateinamerikanischen Sprache zu singen und mich selbst durch meine lateinamerikanische Seele auszudrücken.“ Außerdem erklärte sie ihre Blockade, nicht auf Englisch geschrieben haben zu können: „Ich war körperlich müde und fühlte mich nicht wirklich inspiriert. Es war fast so, als ob ich meine Inspiration, auf Englisch zu schreiben, verloren hätte. Ich benötigte einfach einen neuen Ansatz und den fand ich im Schreiben von spanischen Texten.“
Nelly Furtado hatte das Album fast fertiggestellt und spielte die einzelnen Stücke ihrer, zum damaligen Zeitpunkt, fünfjährigen Tochter Nevis vor. Diese empfand viele Stücke des Albums als zu langsam und Furtado nahm deswegen noch einige Up-tempo-Songs auf. Furtado begründete das Verhalten und die Kritik ihrer Tochter damit, dass diese schon sehr musikalisch sei.
Die Themen, die die Lieder auf Mi plan behandeln, sind vorwiegend die Liebe und der Alltag. Für das Album holte Nelly Furtado sich Unterstützung von vielen Künstlern aus dem Bereich Latin Pop. Die auf Mi plan vertretenen Künstler sind Julieta Venegas, La Mala Rodríguez, Concha Buika, Juan Luis Guerra, Josh Groban, Alejandro Fernández und Alex Cuba. Furtado wollte auf diese Weise dem Album eine einzigartige Note verleihen.
Nachdem die erste Single Manos al aire am 29. Juni 2009 zuerst im Radio und dann am 31. Juli auch als CD veröffentlicht worden war, erschien am 11. September das Album in Deutschland, Österreich und der Schweiz. Zudem gab es einen Countdown namens Countdown to Mi plan bei iTunes, bei dem die drei Singles Más, Mi plan (feat. Alex Cuba) und Bajo otra luz (feat. Julieta Venegas & La Mala Rodríguez) als Promo-Singles exklusiv veröffentlicht wurden.

## Titelliste

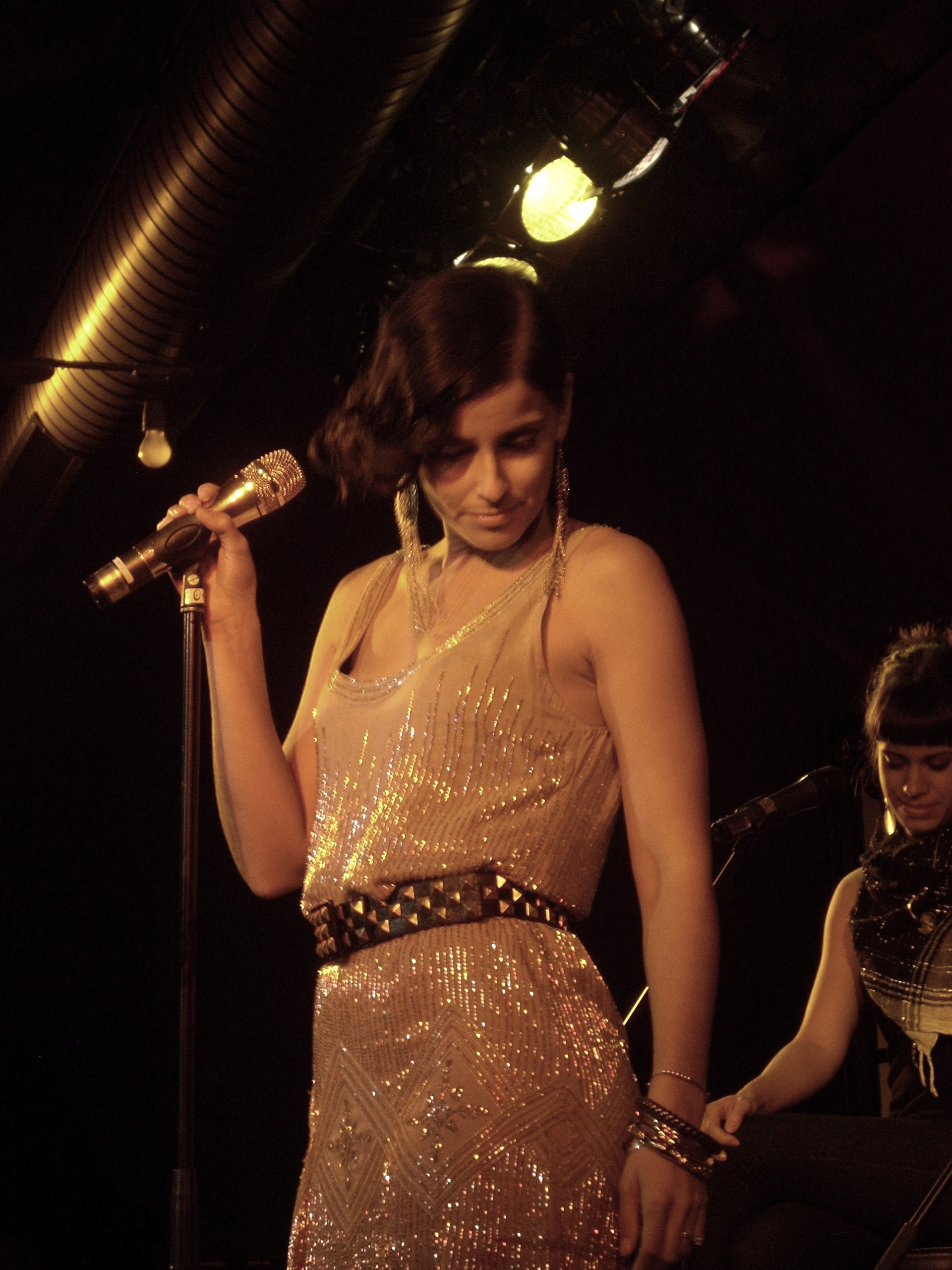
Nelly Furtado bei ihrer Mi Plan Promo Tour (2009)

| #  | Titel                      | mitwirkende/r Interpret/en         | geschrieben von                            | Länge |
| -- | -------------------------- | ---------------------------------- | ------------------------------------------ | ----- |
| 1  | „Manos al aire“            |                                    | Nelly Furtado, James Bryan, Alex Cuba      | 3:29  |
| 2  | „Más“                      |                                    | Furtado, Lester Méndez, Andrés Recio       | 3:31  |
| 3  | „Mi plan“                  | Alex Cuba                          | Furtado, Bryan, Cuba                       | 4:05  |
| 4  | „Sueños“                   | Alejandro Fernández                | Furtado, Bryan, Cuba                       | 3:10  |
| 5  | „Bajo otra luz“            | Julieta Venegas, La Mala Rodríguez | Julieta Venegas, Maria „La Mala“ Rodríguez | 4:19  |
| 6  | „Vacación“                 |                                    | Furtado, Méndez, Venegas                   | 3:43  |
| 7  | „Suficiente tiempo“        |                                    | Furtado, Cuba                              | 3:03  |
| 8  | „Fuerte“                   | Concha Buika                       | Furtado, Bryan, Cuba                       | 3:24  |
| 9  | „Silencio“                 | Josh Groban                        | Furtado, Méndez, Julia Reyes Copello       | 3:34  |
| 10 | „Como lluvia“              | Juan Luis Guerra                   | Furtado, Méndez, Juan Luis Guerra          | 3:37  |
| 11 | „Feliz cumpleaños“         |                                    | Furtado, Bryan, Cuba                       | 4:10  |
| 12 | „Fantasmas“ (Hidden Track) |                                    | Furtado, Cuba                              | 3:33  |

## Singles
Die erste Singleauskopplung aus Mi plan war Manos al aire (spanisch für ‚Hände in die Luft‘). Ab dem 29. Juni wurde sie im Radio gespielt und ab 31. Juli war sie als Single erhältlich. Der Song ist ein Liebeslied und handelt vom Aufgeben. Als Paar streitet man sich oft wegen Unstimmigkeiten. In den Strophen wirft Furtado ihrem Partner seine Fehler vor und sie will ausdrücken, was ihr an der Beziehung nicht gefällt. Im Refrain des Liedes gibt sie auf und kapituliert im Angesicht der Liebe, indem sie ihre Hände in die Luft nimmt. Sie möchte, dass ihre Liebe bestehen bleibt.
Das Musikvideo wurde in Toronto gedreht. Es zeigt Nelly Furtado zum einen beim Streit mit ihrem Partner und zum anderen, wie sie in einem Armee-Jeep durch die Straßen fährt. Furtado wirft Sachen aus dem Fahrzeug, steigt schließlich aus und entledigt sich dann ihrer Armee-Kleidung. Zum Schluss versöhnen sich die beiden wieder. Auf ihrer Homepage erklärt Furtado, dass man zu zweit Streitigkeiten meistern könne, weil man sich liebe. Das sei das Leitmotiv des Songs. Das Herumfahren im Jeep und das Ablegen der Kleidung sollen dem Zuschauer zeigen, dass sie sich langsam löse und für die Liebe alles aufgebe. Das Armee-Outfit sei das Symbol einer Person, die ihre eigenen, egoistischen Ansprüche in der Beziehung aufgebe und zurückstelle.
In Deutschland stieg die Single auf Platz 2 in den Singlecharts ein, in den Download- und Airplaycharts belegte sie jeweils eine Woche die Spitzenposition. In der Schweiz erreichte sie Platz 6, in Österreich 5. Obwohl sich die Single nicht in den Billboard Hot 100 platzieren konnte, erreichte sie in den Hot Latin Tracks die Spitzenposition. Damit stellte Furtado einen Rekord auf, da sie es als erste Nordamerikanerin mit einer original spanischsprachigen Single bis an die Spitze schaffte.
Más (spanisch für ‚Mehr‘) wurde als erste Promo-Single für den Countdown to Mi plan am 21. Juli 2009 veröffentlicht. Más thematisiert das Ungleichgewicht in einer Beziehung, weil einer mehr gibt als der andere. Más wurde am 18. Dezember 2009 als Download-Single veröffentlicht. Darauf sind neben der Single selbst noch Live-Versionen ihrer Songs Broken Strings, Bajo otra luz, Más, Say It Right, I'm Like a Bird und Manos al aire enthalten, die sie auf einem Akustik-Konzert in Freiburg am 3. Oktober 2009 gespielt hatte.
Das Musikvideo zu Más handelt davon, dass Furtado von ihrem Freund betrogen wird. Er schaut sie nicht richtig an und kommt spät nach Hause. Sie findet heraus, dass er sie betrügt, als sie einen Blick auf sein Laptop wirft. Daraufhin überrascht sie ihren Freund und dessen Affäre und lässt ihrer Wut und Enttäuschung freien Lauf. Im Video wird der Freund von demselben Mann gespielt, der auch schon im Video zu Manos al aire Furtados Freund gespielt hatte. Zudem spielt die Beziehungsberaterin aus dem Video zuvor die Affäre des Freundes.
Zusammen mit Alex Cuba singt Furtado Mi plan (spanisch für ‚Mein Plan‘). Die Single war die zweite Promo-Single des Countdowns bei iTunes und erschien am 11. August 2009. Der Song beschäftigt sich mit damit, dass verliebt und glücklich zu sein reicht, obwohl alles andere nicht so klar ist.
Sueños (spanisch für ‚Träume‘) ist eine Kollaboration mit dem mexikanischen Sänger Alejandro Fernández. Das Lied wurde in der Hit Factory in Miami aufgenommen.
Bajo otra luz (spanisch für ‚Unter einem anderen Licht‘) ist der einzige Song, an dessen Textfassung Nelly Furtado selbst nicht beteiligt war, da er von der mexikanischen Sängerin und Songschreiberin Julieta Venegas in Zusammenarbeit mit der spanischen Hip-Hop-Sängerin und Rapperin La Mala Rodríguez geschrieben wurde. Der Song erschien am 1. September 2009 im Zuge des Countdowns to Mi plan und wurde auch in Miami aufgenommen. Furtado war über diese Zusammenarbeit sehr erfreut, ebenso wie Venegas und Rodríguez.
Im Mai 2010 wurde bekannt gegeben, dass Bajo otra luz als dritte Single ausgekoppelt wird. Aufgrund Julieta Venegas' Schwangerschaft wurde eine neue Version des Liedes aufgenommen und im Video wird sie auch nicht zu sehen sein. Celia Palli nahm Background-Vocals für den Song auf und die offizielle Bezeichnung des Liedes heißt fortan Nelly Furtado feat. Mala Rodríguez.
Das Video zu Bajo otra luz wurde am 1. Juli 2010 veröffentlicht. Es zeigt Furtado und Rodríguez in vielen verschiedenen Kostümen, während sie durch das Viertel Little Italy in Toronto laufen.
Den Titel Vacación (spanisch für ‚Urlaub‘) singt Furtado wieder alleine. An diesem wirkte ebenfalls Julieta Venegas mit.
Suficiente tiempo (spanisch für ‚Genug Zeit‘) ist der siebte Titel des Albums und wurde von Furtado und Cuba geschrieben.
Für den Song Fuerte (spanisch für ‚Stark‘) holte Furtado sich Unterstützung von der spanischen Sängerin Concha Buika. Am 1. Februar 2010 verkündete Furtado über Twitter, dass ein Video zu Fuerte gedreht worden sei und dies bald veröffentlicht werden solle. Fuerte konnte in den US Billboard Hot Dance Music/Club Play Charts ohne jegliche Promotion Platz 3 erreichen. Das Video erschien erst am 22. Oktober 2010.
Silencio (spanisch für ‚Stille‘) featured den klassischen US-amerikanischen Tenorsänger Josh Groban.
Der aus der Dominikanischen Republik stammende Sänger, Komponist und Gitarrist Juan Luis Guerra ist der Gast auf Como lluvia (spanisch für ‚Wie Regen‘).
Feliz cumpleaños (spanisch für ‚Alles Gute zum Geburtstag‘) wurde von Furtado, Bryan und Cuba geschrieben.
Der letzte Song auf Mi plan, Fantasmas (spanisch für ‚Gespenster‘), ist ein Hidden Track.

## Mi plan Tour
Am 5. Januar 2010 gab Nelly Furtado via Twitter bekannt, dass sie im März in Lateinamerika auf Tour gehen werde. Vom 13. bis 28. März 2010 tourte Furtado durch die in der folgenden Tabelle angegebenen Städte, um ihr neues Album zu promoten:
| Datum         | Stadt             | Land        | Ort                                          |
| ------------- | ----------------- | ----------- | -------------------------------------------- |
| 13. März 2010 | Guadalajara       | Mexiko      | Auditorio Telmex                             |
| 16. März 2010 | Mexiko-Stadt      | Mexiko      | Auditorio Nacional                           |
| 18. März 2010 | Caracas           | Venezuela   | Terraza del Centro Comercial Ciudad Tamanaco |
| 20. März 2010 | Salinas           | Ecuador     | Explanada Salinas Yacht Club                 |
| 22. März 2010 | Santiago de Chile | Chile       | Movistar Arena                               |
| 23. März 2010 | Buenos Aires      | Argentinien | Luna Park                                    |
| 25. März 2010 | Porto Alegre      | Brasilien   | Teatro Bourbon Country                       |
| 27. März 2010 | São Paulo         | Brasilien   | Via Funchal                                  |
| 28. März 2010 | Rio de Janeiro    | Brasilien   | HSBC Arena                                   |

## Kommerzieller Erfolg

### Chartplatzierungen
| ChartsChartplatzierungen       | Höchstplatzierung | Wochen |
| ------------------------------ | ----------------- | ------ |
| Deutschland (GfK)              | 5 (16 Wo.)        | 16     |
| Österreich (Ö3)                | 6 (9 Wo.)         | 9      |
| Schweiz (IFPI)                 | 3 (13 Wo.)        | 13     |
| Vereinigte Staaten (Billboard) | 39 (3 Wo.)        | 3      |

| ChartsJahrescharts (2009) | Platzierung |
| ------------------------- | ----------- |
| Deutschland (GfK)         | 82          |
| Schweiz (IFPI)            | 54          |

### Auszeichnungen für Musikverkäufe
| Land/Region               | Auszeichnungen für Musikverkäufe (Land/Region, Auszeichnung, Verkäufe) | Verkäufe  |
| ------------------------- | ---------------------------------------------------------------------- | --------- |
| Deutschland (BVMI)        | Gold                                                                   | 100.000   |
| Polen (ZPAV)              | Gold                                                                   | 10.000    |
| Schweiz (IFPI)            | Gold                                                                   | 15.000    |
| Vereinigte Staaten (RIAA) | Platin                                                                 | 1.000.000 |
| Insgesamt                 | 4× Gold · 1× Platin ·                                                  | 1.175.000 |

Hauptartikel: Nelly Furtado/Auszeichnungen für Musikverkäufe